# Ka-175
Ka-175 – rosyjski, bezzałogowy śmigłowiec rozpoznawczy (UAV, ang. Unmanned Aerial Vehicle) projektowany przez firmę Kamow.

## Historia
Rosyjskie Ministerstwo Obrony w ramach programu określanego kryptonimem Roller poszukuje nowego bezzałogowego śmigłowca zdolnego do wykonywania zadań transportowych, rozpoznawczych jak również charakteryzującego się możliwością wskazywania celów dla morskich rakiet przeciwokrętowych Ch-35 Uran. Maszyna ma być gotowa do 2015 roku. Odpowiedzią Kamowa na wymagania ministerstwa jest projekt bezzałogowego śmigłowca Ka-175. Aparat został zaprojektowany w tradycyjnym dla tej wytwórni układzie z dwoma dwułopatowymi wirnikami współosiowymi. Prototyp ma zostać wyposażony w dwusuwowy silnik Rotax, a wersja docelowa w rosyjski silnik rotacyjny.